# Jaronty
Jaronty is een dorp in de Poolse woiwodschap Koejavië-Pommeren. De plaats maakt deel uit van de gemeente Inowrocław en telt 140 inwoners.